# Supersypnoides peralba
Supersypnoides peralba là một loài bướm đêm trong họ Noctuidae.